# Norberto Ceresole
Norberto Ceresole (Buenos Aires, agosto de 1943 - Ibidem, 4 de mayo de 2003) fue un escritor, sociólogo, politólogo y asesor político argentino, que se identificó con el peronismo, las milicias izquierdistas y las ideas de sus amigos Robert Faurisson, Roger Garaudy y Ernst Nolte.
Fue una voz influyente entre algunos grupos de oficiales militares nacionalistas de izquierda en diversas partes de Sudamérica.[cita requerida]

## Biografía
Estudió en Alemania, Francia e Italia. En 1969 viajó a Perú
```
Se convirtió en consejero del Gobierno (hasta 1971).
```

Viajó entonces a España, donde hizo de portavoz de Juan Domingo Perón durante su exilio en Madrid.[cita requerida]
En 1972[cita requerida] se mudó a Buenos Aires, donde ingresó al ERP (Ejército Revolucionario del Pueblo), un grupo guerrillero de izquierda.[cita requerida] En 1973, debido a su apoyo al presidente peronista de izquierda Héctor Cámpora, provocó una escisión en el grupo, y fundó el ERP-22. En marzo de 1976 sucedió el golpe de Estado que derrocó al gobierno peronista de Isabel Perón, y comenzó el Proceso de Reorganización Nacional. Ceresole fue forzado al exilio.
Durante este tiempo defendió una alianza en América Latina con la Unión Soviética, presentándole la sugerencia al entonces presidente chileno Salvador Allende (1908-1973) y a Manuel Piñeiro (1933-1998, director de la Dirección General de Inteligencia de Cuba).
Entre 1976 y 1983 vivió en España. Mantuvo relaciones cordiales con los principales representantes europeos, entre ellos el profesor Faurisson.
Su camino lo lleva a relacionarse con figuras representativas de la región latinoamericana, como Salvador Allende y Fidel Castro, llegando a ser miembro de la Academia de Ciencias de la ex-URSS, especializado en América Latina.
En diciembre de 1983, tras la dictadura del Proceso de Reorganización Nacional retornó la democracia en Argentina, con el Gobierno de Raúl Alfonsín. También Ceresole regresó a Argentina,aunque mantuvo contacto continuo con Madrid, donde en 1984 ―en colaboración con el Ministerio de Defensa de España (DRISDE)― editó, en cinco volúmenes, el estudio preliminar para el desarrollo de un proyecto de cooperación industrial entre España y Argentina en el área de la defensa. En 1986 ese trabajo, ampliado, se reeditó en la Argentina en siete volúmenes, bajo el título: Materiales sobre economía de la defensa y política de la defensa (Buenos Aires, ILCTRI).
En 1987, el militar de derechas Aldo Rico intentó un golpe de Estado contra Alfonsín en el suceso que se conoce como la Rebelión «carapintada» de 1987.
En Madrid fue presidente del Instituto Latinoamericano de Cooperación Tecnológica y Relaciones Internacionales (ILCTRI).Norberto Ceresole comenzó a colaborar con el Movimiento Social Republicano prácticamente desde su fundación. Dirigió la revista madrileña Defensa y Sociedad.
En 1992, tras el intento de golpe de Estado realizado en Venezuela por el teniente coronel Hugo Chávez, Ceresole fue deportado de Venezuela a Argentina.
En los últimos años de su vida asesoró al presidente venezolano Hugo Chávez, convirtiéndose en el mentor ideológico del teniente coronel.
Ceresole abandonó el gobierno de Chávez tras una violenta disputa entre este y el vicepresidente José Vicente Rangel.
Posteriormente, Ceresole asesoró al Gobierno iraní, y jugó un papel central en el acercamiento entre Irán y Venezuela dentro de la OPEP (Organización de Países Exportadores de Petróleo).
En 2002 se radicó nuevamente en Buenos Aires.En 2003 hizo campaña para apoyar la candidatura a la presidencia del peronista Adolfo Rodríguez Saá,pero más tarde se retiró decepcionado, al descubrir que Saá y sus colaboradores planteaban prácticamente un nuevo menemismo.También colaboró con el carapintada Aldo Rico en su candidatura a la gobernación de la provincia de Buenos Aires. Ceresole falleció en Buenos Aires unos meses después.

## Obra
La obra de Norberto Ceresole se divide en tres etapas:
- La primera versa sobre un pensamiento estratégico vinculado a la tecnología militar como impulsor de la innovación científica nacional y motor del desarrollo tecnológico, industrial y social de una nación en su conjunto.
- La segunda corresponde a un pensamiento estratégico geopolítico nacionalista popular, en la línea ideológica del peronismo ortodoxo.
- La tercera etapa comienza a partir de los atentados en Buenos Aires durante los años '90 contra la Embajada de Israel y la AMIA.

A partir de entonces, la obra de Ceresole se concentra básicamente en las siguientes premisas:
a) la existencia de un frente de poder mundial anglo-norteamericano cuyo núcleo identifica el autor como el "lobby judío" residente en Estados Unidos,
b) afirmación de la hipótesis de que los atentados en Buenos Aires fueron obra del extremismo de ultraderecha judío;
c) afirmación de que el Holocausto es un mito que carece de respaldo científico, histórico y documental,
d) el rechazo a las categorías interpretativas históricas y sociológicas de opresión e injusticia social como las de "metrópoli-periferia" o "lucha de clases" (Marx, Sartre, F. Fanon), y afirma en su lugar el contenido racial de la relación opresores-oprimidos, introduciendo el concepto de "revoluciones raciales no asumidas";
e) resalta como fundamental la distinción entre el genos y el ethnos;
f) señala a la conciencia racial y a las fuentes martirológicas religiosas ―en particular cristianas y chiitas―, como único motor de liberación del oprimido.